# Halbäquivalenzpunkt
Der Halbäquivalenzpunkt bei einer Säure-Base-Titration ist der Punkt, an dem eine bestimmte Stoffmenge Säure mit der Hälfte der Stoffmenge Base reagiert hat, die zur vollständigen Neutralisation geführt hätte.
Der pH-Wert am Halbäquivalenzpunkt ist bei schwachen Säuren gleich dem pKs-Wert der Säure. Bei schwachen Basen ist der pH-Wert gleich dem pKs-Wert der konjugierten Säure.

## Erklärung
Da eine schwache Säure in einer Lösung fast vollständig unprotolysiert vorliegt, erreicht man durch die Zugabe von der Hälfte an Base, die zur vollständigen Neutralisation führen würde, folgendes Gleichgewicht:
{\displaystyle c(\mathrm {A} ^{-})=c(\mathrm {HA} )}
Hierbei ist HA eine allgemeine schwache Säure und A− ihre konjugierte starke Base.
Unter Zuhilfenahme der Henderson-Hasselbalch-Gleichung lässt sich also Folgendes ableiten:
{\displaystyle \mathrm {pH} =\mathrm {p} K_{\text{S}}+\log _{10}{\frac {c\left(\mathrm {A^{-}} \right)}{c\left(\mathrm {HA} \right)}}}
Durch das Gleichgewicht ergibt sich dann:
{\displaystyle \mathrm {pH} =\mathrm {p} K_{\text{S}}+\log _{10}(1)}
Da {\displaystyle \log _{10}(1)} gleich {\displaystyle 0} ist, kommt man zu dem Schluss:
{\displaystyle \mathrm {pH} =\mathrm {p} K_{\text{S}}} (für schwache Säuren)